# Рябцев, Витольд Романович
Вито́льд Рома́нович Ря́бцев (22 апреля 1928 — 29 июня 2014) — советский военачальник, генерал-лейтенант (1978). Занимал высокие должности в Войсках ПВО СССР, участник Великой Отечественной войны и боевых действий в Афганистане.

## Биография
Родился 22 апреля 1928 года в Звенигороде.
С 1944 года — на военной службе.
С 1944 по 1977 гг. состоял в должностях: курсант Одесской специальной артиллерийской школы, офицер пуска в Московском округе ПВО, командир батареи, командир зенитного ракетного дивизиона в ЗРП С-25, заместитель командира и командир зенитной ракетной бригады, дивизии, заместитель и командир 16-го корпуса ПВО, первый заместитель командующего 12-й отдельной армией ПВО. Окончил Военную командную академию ПВО и Военную академию Генерального штаба.
В октябре 1977 года Витольд Рябцев был назначен командующим 12-й отдельной армией ПВО, дислоцируемой в Средней Азии. В то время Иран, входивший в блок СЕНТО, при поддержке США систематически проводил разведку советских границ. 20 июня 1978 года разыгрались драматические события: четыре иранских вертолёта CH-47 «Чинук» нарушили государственную границу СССР в районе Ашхабада. Рябцев отдал команду посадить их на любой из советских аэродромов, а в случае неповиновения — уничтожить. На перехват иранцев была поднята дежурная пара истребителей МиГ-23. Обогнув Ашхабад, вертолёты легли на обратный курс. С большим трудом советские лётчики отыскали их у самой границы и покачиванием крыльев предложили следовать за ними, но нарушители рассыпались и поодиночке пытались проскочить на свою территорию. Два вертолёта успели пересечь границу, третий был подбит, погибли восемь человек. Четвёртый вертолёт был повреждён из пушки и сел возле контрольно-следовой полосы. Нарушители выскочили и пытались бежать, не зная, что КСП находится далеко от границы. Вскоре все они были задержаны. Инцидент с «Чинуками» привёл к неожиданным последствиям. Некоторые высокие начальники попытались обвинить Рябцева в превышении полномочий, но после доклада Рябцева министру обороны Дмитрию Устинову дело получило благополучный исход.
С 1982 по 1988 годы — первый заместитель командующего ЗРВ Войск ПВО СССР.
С 1988 года в отставке. Находился на общественной и политической работе.
Избирался депутатом Верховного Совета Узбекской ССР 10-го созыва.
Являлся одним из создателей «Союза ветеранов Войск ПВО», был заместителем председателя «Союза» генерал-полковника Хюпенена А. И.
Умер 29 июня 2014 года в Москве. Похоронен на Востряковском  кладбище.

## Награды
- два ордена Красной Звезды;
- орден «За службу Родине в Вооруженных Силах СССР» III степени;
- медали: «За боевые заслуги», «За воинскую доблесть, в ознаменование 100-летия Ленина», «За отличие в охране государственной границы СССР», «За укрепление боевого содружества», «За доблестный труд в ВОВ», «Воину-интернационалисту», «За безупречную службу» трёх степеней и многие другие.